# Кожахметова Магіра Даулетбековна
Кожахметова Магіра Даулетбековна — казахська журналістка, членкиня Спілки письменників Казахстану, лауреатка мистецької премії «Алаш»; головна редакторка дитячого республіканського журналу «Балбұлақ» і республіканської газети «Дертка Дауа»; авторка книг «Күннің алтин синиғи», «Чемпіонат-әуен», «Жили ширай», «Адам қупія», «Жантәсілім», «Жападан-жалғиз», п'єс, газетних публікацій.

## Біографія
Народилася 5 лютого 1946 року в селі Кошкарбай Зерендинського району Кокчетавської області в багатодітній родині вчителя математики Даулетбека Кожахметова, який збирав легенди і перекази про народних героїв, писав вірші і з раннього віку залучав до читання дітей.
Любов до книг Магіра проявила в ранньому дитинстві. З захватом зачитувалася творами різних письменників. У родині культивувалися знання і панував культ книги. Майже всі діти так чи інакше пов'язали життя з журналістикою.
Писати почала в шкільному віці, довіряючи паперові свої думки, почуття і фантазії.
Після школи приїхала з батьком в місто Кокшетау продовжувати навчання. Вступила на бібліотечний технікум, пройшовши конкурс у 23 людини на 1 місце з таких міст, як Омськ, Свердловськ, Челябінськ, завдяки багажу знань та бажанню вчитися. Пізніше вступила у КазГУ ім. Кірова на факультет журналістики, закінчивши який, впритул зайнялась журналістикою.
У 1969 році закінчила факультет журналістики Казахського державного університету ім. Кірова.

## Кар'єра
Багато років пропрацювала в популярній тоді республіканській газеті «Леніншіл Жас», в журналах «Қазақстан әйелдері», «Денсаулиқ» та інших виданнях. Героями її публікацій були неординарні люди, відомі не тільки в СРСР, а й за кордоном. На все життя зберегла теплі спогади про знайомство з балериною Майєю Плісецькою. Артистка не любила давати інтерв'ю, насторожено ставилася до журналістів, але відкрита, щира, безпосередня Магира Кожахметова вселила їй довіру. Стаття вийшла чудовою і викликала величезний резонанс у авдиторії.
Професія журналістки надала Магірі Кожахметовій рідкісну можливість поговорити з такими особистостями, як Юлія Борисова, Володимир Висоцький та інші. Зустрічі з Аміною Маметовою — тіткою легендарної Маншук Маметової, яка виховувала дівчинку з раннього віку, дозволили написати ряд творів про безстрашну героїню війни.
- З 1969 по 1981 роки — працювала в республіканській газеті «Леніншіл Жас» (нині «Жас Алаш»).
- З 1981 по 1992 роки — працювала в республіканському журналі «Қазақстан әйелдері».
- З 1992 по 1994 роки — працювала в республіканському журналі «Денсаулик».
- З 1996 по 2002 роки — працювала в республіканському журналі «Ақ желкі».
- З 2002 року — головна редакторка республіканського дитячого журналу «Балбұлақ».
- З 2005 року — головна редакторка популярної медичної, пізнавальної газети «Дертка Дауа».

## Літературна діяльність
За декілька десятиліть творчого життя Магіра Кожахметова написала десятки книг — романи, розповіді, в яких яскраво відобразила життя казахського народу, звичаї і традиції. У своїх творах вона говорить про природу людини, особистості, душі, характеру. Її повісті присвячені пам'яті жертв голодомору, безвісти зниклих і вбитих в репресіях людей, про жителів маленького села, що за короткий період пережили стільки печалей і розчарувань, яких вистачило б на багато десятиліть.
Заслуги членкині Спілки письменників Казахстану Магіри Кожахметової на літературній ниві не залишилися непоміченими. Вийшов у світ диск «Орамди ойдиң жемісі», до якого увійшли її книги, а також статті з періодичних видань та фотографії з сімейного альбому. Творчості письменниці присвячений електронний диск серії «Тұлға».

## Книги
- «Күннің алтин синиғи»,
- «Чемпіонат-әуен»,
- «Жили ширай»,
- «Адам қупія»,
- «Жантәсілім», «Жападан-жалғиз».